# Hồ Thị Kim Ngân
Hồ Thị Kim Ngân (sinh ngày 2 tháng 3 năm 1978) là một nữ chính trị gia người Việt Nam. Bà hiện là đại biểu quốc hội Việt Nam khóa XIV nhiệm kì 2016-2021, thuộc đoàn đại biểu quốc hội tỉnh Bắc Kạn, Giám đốc Sở Tư pháp tỉnh Bắc Kạn, Ủy viên Ủy ban Tư pháp của Quốc hội. Bà lần đầu trúng cử đại biểu Quốc hội Việt Nam khóa XIV vào năm 2016 ở đơn vị bầu cử số 1, tỉnh Bắc Kạn gồm các huyện Ba Bể, Ngân Sơn, Na Rì và Pác Nặm.

## Xuất thân
Hồ Thị Kim Ngân sinh ngày 2 tháng 3 năm 1978 quê quán ở xã Phùng Chí Kiên, huyện Mỹ Hào, tỉnh Hưng Yên. 
Bà hiện cư trú ở số 285, đường Võ Nguyên Giáp, tổ 10 A, phường Đức Xuân, thành phố Bắc Kạn, tỉnh Bắc Kạn.

## Giáo dục
- Giáo dục phổ thông: 12/12
- Cử nhân đại học Luật chuyên ngành Hành chính Tư pháp
- Cao cấp lí luận chính trị

## Sự nghiệp
Bà gia nhập Đảng Cộng sản Việt Nam vào ngày 29/1/2008.
Khi lần đầu ứng cử đại biểu Quốc hội Việt Nam khóa XIV vào tháng 5 năm 2016 bà đang là Phó Bí thư Đảng ủy,
Phó Giám đốc Sở Tư pháp tỉnh Bắc Kạn, làm việc ở Sở Tư pháp tỉnh Bắc Kạn.
Bà đã trúng cử đại biểu Quốc hội Việt Nam khóa XIV vào năm 2016 ở đơn vị bầu cử số 1, tỉnh Bắc Kạn gồm các huyện Ba Bể, Ngân Sơn, Na Rì và Pác Nặm, được 64.543 phiếu, đạt tỷ lệ 61,93% số phiếu hợp lệ.
Bà hiện là Giám đốc Sở Tư pháp tỉnh Bắc Kạn, Ủy viên Ủy ban Tư pháp của Quốc hội.
Bà đang làm việc ở Sở Tư pháp tỉnh Bắc Kạn.